# ビテスラフ・ヤロシュ
ビテスラフ・ヤロシュ（Vítězslav Jaroš, 2001年7月23日 - ）は、チェコ・中央ボヘミア州プシーブラム出身のプロサッカー選手。エールディヴィジ・アヤックス・アムステルダム所属。チェコ代表。ポジションはゴールキーパー。

## 経歴

### リヴァプール
2017年よりリヴァプールFCのユースアカデミーに加入。
2019年夏、トレンメア・ローヴァーズFCとの親善試合に途中出場してトップチームデビューを果たした。その後練習中に肘を痛めて手術を受け、離脱した。
2020年2月、FAカップ4回戦のシュルーズベリー・タウンFC戦でベンチ入りしたが、出場はなかった。7月9日にはリヴァプールと契約延長に合意した。

#### セント・パトリックス・アスレティック
2021年2月3日にリーグ・オブ・アイルランド・プレミアディビジョンのセント・パトリックス・アスレティックFCへ期限付き移籍した。3月19日のシャムロック・ローヴァーズ戦で初出場。その後も先発として活躍し、チームは優勝した2013年以来最高となるシーズン2位の成績を記録。サポーターによるクラブの最優秀選手に選出された。また、FAIカップでも優勝した。

#### ノッツ・カウンティ
2022年1月27日にEFLリーグ2のノッツ・カウンティFCへ期限付き移籍した。移籍後は15試合に出場した。

#### ストックポート・カウンティ
2022年7月4日にストックポート・カウンティFCへ期限付き移籍した。8月23日、EFLカップのレスター・シティFC戦ではPK戦となり、ジェームズ・マディソンのシュートをセーブするなど活躍したが、チームは敗れた。

#### SKシュトゥルム・グラーツ
2024年1月9日にリヴァプールと契約延長に合意し、オーストリア・ブンデスリーガのSKシュトゥルム・グラーツへ期限付き移籍した。5月1日にオーストリア・カップで優勝を果たした。移籍後は21試合に出場し、チームはリーグ優勝を果たした。

#### アヤックス・アムステルダム
2025年7月、2024-25シーズンまでの契約でエールディヴィジのアヤックス・アムステルダムへ期限付き移籍した。

## 代表経歴
チェコ代表として各年代別代表で活躍しており、2021年9月にチェコU-21代表チームには初めて招集された。2022年3月29日に行われたアンドラU-21チームとの試合でU-21代表デビューを果たし、3-0の勝利を収めた。
2024年3月、ノルウェーとアルメニアとの親善試合に向けての招集で、初めてチェコA代表に名を連ね、2024年5月にはUEFA EURO 2024のチェコ代表メンバーにも選ばれた。2024年6月7日、マルタとの親善試合に後半からマテイ・コヴァーに代わって出場し、7-1の大勝でA代表デビューを飾った。

## タイトル

### クラブ
セント・パトリックス・アスレティック
- FAIカップ：1回（2021年）

シュトゥルム・グラーツ
- オーストリア・ブンデスリーガ：1回（2023-24）
- オーストリア・カップ：1回（2023-24）

### 個人
- セント・パトリックス・アスレティック最優秀選手賞：1回（2021年）